# Darrell Allums
Darrell Wilbert Allums jr. (Los Angeles, 12 settembre 1958) è un ex cestista statunitense, professionista nella NBA.

## Carriera
Venne selezionato dai Dallas Mavericks al quinto giro del Draft NBA 1980 (103ª scelta assoluta).